# Кормак Маклагън
Кормак Маклагън (на английски: Cormac McLaggen) е измислен герой от романите на Джоан Роулинг „Хари Потър“. Той е момче, една година по-голямо от Хари, oт дома Грифиндор. Появява се за първи път в Хари Потър и Нечистокръвния принц, където започва да проявява симпатии към Хърмаяни Грейнджър, която обаче го намира за досаден и се изразява за него, че е човек „като медуза с много пипала“. Част е от обкръжението на Хорас Слъгхорн от „по-специални ученици“, направили му по-голямо впечатление. Пробва се за пазач в отбора на Грифиндор по Куидич (Въпреки че някога е бил) срещу Рон и въпреки че е по-добър от него, благодарение на Хърмаяни и заклинанието Конфундус, Рон печели мястото. Маклагън се появява и в Седмата част на Поредицата за Хари Потър, където участва в Битката за Хогуортс.